# Vanquish
Vanquish (japanska: ヴァンキッシュ Hepburn: Vankisshu?) är en tredjepersonsskjutare utvecklat av Platinum Games och gavs ut av Sega till Xbox 360 och Playstation 3. Utvecklingen av spelet började år 2007,  och som gavs ut i oktober 2010.
Spelet är känt för att ha introducerat flera innovationer i 3D-skjutspelsgenren, bland annat en fartfylld spelstil som påminner om 2D-bullet hell-skjutspel, beat 'em up-element och ett originellt sliding-boost mekanik.

## Röstskådespelare
- Gideon Emery - Sam Gideon
- Marc Worden - Victor Zaitsev
- Lee Meriwether - Elizabeth Winters
- Steven Blum -  Robert Burns
- Benito Martinez - Dr. Francois Candide
- Kari Wahlgren - Elena Ivanova
- Fred Tatasciore - Daniel Grassi
- Robin Atkin Downes - Olika röster
- Josh Keaton - Olika röster